# Скет
Скет (англ. scat singing) — вокальний джазовий стиль, що характеризується імпровізованими непослідовними складами, котрі співаються під імпровізовану мелодію, як правило, під акомпанемент. Цей стиль подібний до джазових вокалізацій (vocalese), де голос співає мелодію, зазвичай грану на інструментах, але з додаванням слів.

## Історія виникнення
Дехто вважає що скет бере свої початки з музики Західної Африки, де ударні звуки інструментів заступалися вокалізацією, де певні звукові склади заміняли стандартний ритм. Однак є велика ймовірніть того, що скет здобув свого часу популярність серед джазових співаків Сполучених Штатів Америки, котрі намагались імітувати голосом звуки джазових інструментів. Це підтверджують ранні звукозаписи блюзу та новоорлеанського джазу.

## Опис
Перший очевидний записаний приклад скету був «Heebie Jeebies» (1926 рік) Луї Армстронга. Існує легенда, що ця композиція з'явилась після того, як у нього впав нотний аркуш зі словами на підлогу або, що він просто забув слова. Його ранні скетові соло були, фактично, такими ж нововведеннями, як і його соло на трубі. У 1940-х роках цей вид мистецтва значно ускладнив Кеб Келловей, надавши йому нового значення — стилю бібоп. Іншою відомою виконавицею скету в 1940-ві роки стала Елла Фітцжеральд теж була відомою за своє вміння імітувати джазові інструменти.  
У 1960-х роках свінговий співак Ворд Свінгл використав скет для аранжувань музики Й. С. Баха, а згодом і інших композиторів минулого. Очолюваний ним гурт Swingle singers після випуску альбому «Jazz Sebastian Bach» здобув світову популярність. В 1990-ті роки у манері скету співав Джон Ларкін, якого знають за псевдонімом Скетмен Джон. 
Зародившись на початку XX століття, техніка скету зазнала численних нововведень і підготувала  введення до світової музичної практики різноманітних видів музичної та немузичної вокалізації, як бурмотіння, сміх, схлипування, крик, ричання, мимрання та йодлю.